# Myra Breckinridge
Myra Breckinridge é um romance satírico de 1968 de Gore Vidal escrito na forma de um diário. Descrito pelo crítico Dennis Altman como "parte de um grande ataque cultural às normas assumidas de gênero e sexualidade que varreram o mundo ocidental no final dos anos 1960 e início dos anos 1970", os principais temas do livro são feminismo, transexualidade, expressões americanas de machismo e patriarcado e práticas sexuais desviantes, filtradas por uma sensibilidade agressivamente camp. O livro controverso é também “o primeiro caso de um romance em que a personagem principal passa por uma mudança clínica de sexo”. Ambientado em Hollywood na década de 1960, o romance também contém vislumbres sinceros e irreverentes das maquinações da indústria cinematográfica.
Myra Breckinridge foi considerada pornográfica por alguns dos críticos mais conservadores da época na época de sua primeira publicação em fevereiro de 1968; no entanto, o romance imediatamente se tornou um best-seller mundial e desde então passou a ser considerado um clássico em alguns círculos. “É tentador argumentar que Vidal disse mais para subverter as regras dominantes de sexo e gênero em Myra do que está contido em uma estante de tratados de teoria queer”, escreveu Dennis Altman. O crítico Harold Bloom cita o romance como uma obra canônica em seu livro The Western Canon. Vidal chamou Myra de seu livro favorito, e publicou uma sequência, Myron, em 1974.
O romance foi adaptado para um filme de mesmo nome em 1970, que foi criticado. Vidal renegou o filme, chamando-o de "uma piada horrível".
Em seu livro de memórias Palimpsesto de 1995, Vidal disse que a voz de Myra pode ter sido inspirada pela "megalomania" dos diários de Anaïs Nin. De fato, a história é contada por meio de entradas cada vez mais erráticas no diário pessoal de Myra e gravações de eventos feitas por Buck Loner.

## Trama
Uma bela jovem, Myra Breckinridge é uma entusiasta de cinema com interesse especial pela Era de Ouro de Hollywood — em particular a década de 1940 — e pelos escritos do crítico de cinema Parker Tyler. Em seu caderno, ela declara que sua missão é "recriar os sexos e, assim, salvar a raça humana da extinção certa". Ela vai para a Academia para Aspirantes a Jovens Atores e Atrizes em Los Angeles, de propriedade do tio de seu falecido marido Myron, Buck Loner, um ex-ator cowboy e atual libertino. O objetivo de Myra ao visitar Buck é reivindicar a parte da propriedade de sua sogra, Gertrude, deixada em conjunto para Buck e Gertrude por seu pai quando era um laranjal pouco desenvolvido e transmitida a ela pelo testamento de Myron. A propriedade agora vale US$ 2 milhões. Com a intenção de atrasá-la o máximo possível, Buck declara que seus advogados investigarão o assunto; enquanto isso, ele oferece a Myra um trabalho na Academia, dando aulas de Empatia e Postura.
Myra se mostra extremamente popular entre os estudantes, mas logo se torna uma pedra no sapato de Buck. Em uma festa de estudantes, depois de "misturar gim e maconha", Myra fica "chapada" e tem visões antes de desmaiar no banheiro. Myra participa de uma orgia organizada por um aluno. Ela pretende apenas observar, mas sofre uma "intrusão rude" de um membro da banda The Four Skins, da qual ela obtém um prazer perverso e masoquista.
Motivada por um desejo obscuro de se vingar do sexo masculino pelas indignidades sofridas por Myron durante seu longo período de homossexualidade, Myra se aproveita de um estudante chamado Rusty Godowski, um ex- jogador de futebol musculoso, e acaba violando-o analmente com uma cinta. O estupro faz com que o relacionamento de Rusty com Mary-Ann, sua namorada e colega de faculdade (a quem Myra acolheu), se deteriore. Os dois terminam, e Rusty começa um relacionamento com Letitia Van Allen, uma agente de elenco que faz sexo com os clientes homens que ela representa. Rusty, antes um amante gentil, foi transformado por sua agressão nas mãos de Myra em um parceiro sexual violento e bruto, para grande deleite de Letitia. As propostas lésbicas de Myra para Mary-Ann, por outro lado, são continuamente frustradas.
Enquanto isso, em uma reunião no escritório de Buck, seus advogados apresentam um trunfo: não existe certidão de óbito de Myron Breckinridge em Nova York e, se ele não estiver morto, seu testamento não tem validade legal. Nesse momento, Myra se levanta e revela suas cicatrizes de vaginoplastia, revelando que ela e Myron são a mesma pessoa e que, portanto, ela tem direito à parte da propriedade de Gertrude. Assustado, enojado e enojado, Buck admite a derrota, comentando reservadamente que se pudesse matá-la, ele o faria.
Logo após seu triunfo, Myra fica gravemente ferida em um acidente de carro e, enquanto está em coma no hospital, seus implantes mamários são removidos. Ao descobrir isso quando seus moldes de gesso são retirados, Myra tenta suicídio. O romance termina com um salto temporal de três anos no futuro; Myra agora vive como Myron e é casada com Mary-Ann; os dois obtiveram sucesso moderado no showbiz, e Myron se pergunta como ele pôde ter tido aspirações tão grandiosas.

## Escrita
Vidal pensou pela primeira vez em escrever Myra Breckinridge como um esboço para a revista picante Oh! Calcutta! mas rapidamente decidiu desenvolver a história em um romance. Ele escreveu o primeiro rascunho em Roma ao longo de um mês. Cerca de duas semanas depois de escrever o romance, Vidal decidiu tornar Myra transgênero. O nome "Breckinridge" foi tirado de Bunny Breckinridge, um associado do diretor Ed Wood e um artista de palco cuja vida abertamente gay e extravagantemente transgressora inspirou em parte o romance de Vidal.

## Análise
De acordo com o crítico Robert F. Kiernan, Myra Breckinridge explora a mutabilidade do papel de gênero e da orientação sexual como sendo construções sociais estabelecidas por costumes sociais. O primeiro romance cujo personagem principal passa por uma mudança clínica de sexo, foi elogiado por Edmund Miller como "uma imagem brilhantemente escolhida para a sátira dos costumes contemporâneos". Arnie Kantrowitz chamou o personagem titular de um "substituto cômico [que] olha a vida de ambos os lados" e "empunha um vibrador perverso em sua guerra contra os papéis de gênero". Joseph Cady escreveu que o romance “distorce a sexualidade americana convencional”.